# Liste der Officers des Order of Canada/E
Diese Liste gibt einen Überblick aller Personen, die mit der Auszeichnung Officer of the Order of Canada ausgezeichnet wurden.

## E
1. Alan James Earp
2. Fredrik Stefan Eaton
3. G. Campbell Eaton
4. James G. Eayrs
5. John David Eberts
6. Mary Eberts
7. Arnold Edinborough
8. Claude Edwards
9. Ralph A. Edwards
10. Sheila Agnes Egoff
11. Atom Egoyan
12. Elizabeth Eisenhauer
13. Robert James Elder
14. Mostafa Elhilali
15. A. John Ellis
16. Frank Ellis
17. Marian Engel
18. John English
19. J. H. Enns
20. Angela Enright (2010)
21. Arthur Jacob Epp (2010)
22. William Epstein
23. Georges Henry Erasmus
24. Phil Esposito
25. Donald Stewart Ethell
26. Mary Gospodarowicz Evans (2015)
27. Robert G. Evans
28. J. Trevor Eyton